# Coleoxestia ebenina
Coleoxestia ebenina là một loài bọ cánh cứng trong họ Cerambycidae.